# Ентро
Ентро (фр. Introd) — муніципалітет в Італії, у регіоні Валле-д'Аоста.
Інтро розташоване на відстані близько 600 км на північний захід від Рима, 12 км на південний захід від Аости.
Населення — 678 осіб (2014).
Щорічний фестиваль відбувається 25 січня. Покровитель — Святий Павло.

## Демографія
Населення за роками:

Станом на 1 січня 2023 року в муніципалітеті офіційно проживало 18 іноземців з 11 країн, серед них 9 громадян країн Євросоюзу та 1 громадянин України.

## Сусідні муніципалітети
- Арв'є
- Рем-Сен-Жорж
- Вальсаваранш
- Вільнев

## Історичні пам'ятки
У липні 2011 року на околиці села Інтрод знайдено останки жінки, яка жила 5 тисяч років тому. Ця знахідка служить підтвердженням раннього розселення людини на півдні Європи.